# Щавель горобиний
Щавель горобиний (Rumex acetosella) — вид квіткових рослин родини гречкові (Polygonaceae). Один із звичайних бур'янів на кислих ґрунтах полів, луків, лісових галявин. Цвіте у травні-червні. Рослина дводомна.

## Опис
Стебло пряме, розгалужене, 15-60 см заввишки. Листки чергові, нижні — списоподібні, черешкові, верхні — ланцетні або лінійно-ланцетні, майже сидячі. Суцвіття — квітки в рідких китицях, що утворюють нещільну волоть. Оцвітина майже не розростається. Цвіте в червні-липні, часто в перший рік життя. Корінь стрижневий з розгалуженнями, на яких утворюються вегетативні бруньки і зачатки дочірніх пагонів. Плід — тригранний горішок.

## Поширення
Рослина росте майже по всій Європі, Західній, Середній та Північній Азії від Великої Британії до Японії. Є популяція у горах Атлас у Північній Африці. Щавель горобиний завезений у США, де став інвазійним видом.
Щавель горобиний надає перевагу бідним поживними речовинами, пухким, кислим ґрунтам. Росте на піщаних луках, кам'янистих поверхнях. Віддає перевагу вологим ґрунтам, тому виживає в заплавах річок та поблизу боліт.